# Рейчел Рівз
Рейчел Джейн Рівз (англ. Rachel Jane Reeves; нар. 13 лютого 1979, Лондон, Англія) — британська економістка і політична діячка — лейбористка, яка з липня 2024 року обіймає посаду канцлера скарбниці. Член парламенту від Лідс Вест і Падсі (до цього Лідс Вест) з 2010 року.

## Біографія
Вона закінчила Нью-Коледж Оксфордського університету, після чого навчалась у Лондонській школі економіки. Рівз працювала економістом у Банку Англії та британському посольстві у Вашингтоні, округ Колумбія у період з 2000 по 2006 рік.
Обрана на загальних виборах 2010 року, Рівз працювала в тіньовому уряді Еда Мілібенда як тіньовий головний секретар скарбниці з 2011 по 2013 рік та тіньовий державний секретар з питань праці та пенсій з 2013 по 2015 рік. Під час правління Джеремі Корбіна вона працювала в парламенті і була головою Комітету з питань бізнесу, енергетики та промислової стратегії з 2017 по 2020 рік. Після обрання сера Кіра Стармера лідером лейбористів вона була призначена тіньовим канцлером скарбниці у 2021 році.
До свого обрання Рівз, яка вивчала економіку та працювала в банківській сфері, публічно підтримувала сучасну економіку пропозиції —економічну політику, яка фокусується на інфраструктурі, освіті та пропозиції робочої сили, відкидаючи зниження податків, дерегуляцію та надмірну залежність від ринкових механізмів. Після перемоги лейбористів на загальних виборах 2024 року Рівз увійшла до складу уряду та була призначена канцлером скарбниці прем'єр-міністром Кіром Стармером в його уряді. Рівз є першою жінкою-канцлером в історії Великої Британії.